# جنوب چین

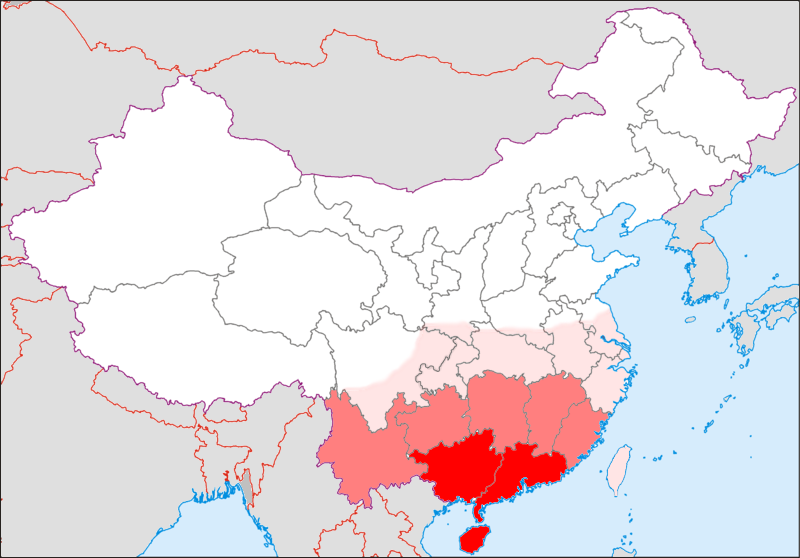
قرمز تیره: ۳ استان از جنوبی‌ترین استان‌های چین که معمولاً به عنوان جنوب چین در نظر گرفته می‌شوند. قرمز متوسط: جنوب چین طبق تعریف ۱۹۴۹–۱۹۴۵ قرمز روشن: جنوب چین (منطقه بسیار گسترده‌تر))

جنوب چین (پین‌یین: Huá'nán) منطقه‌ای جغرافیایی و فرهنگی است که جنوبی‌ترین قسمت چین را در بر می‌گیرد. معنای دقیق جنوب چین با زمینه متفاوت است. یکی از ویژگی‌های قابل توجه جنوب چین در مقایسه با بقیه چین این است که زبان مادری اکثر شهروندان آن چینی معیار نیست. کانتونی رایج‌ترین زبان در این منطقه است، در حالی که منطقه گوانگشی بیشترین تمرکز اقلیت‌های قومی چین را در خود جای داده است.

## تقسیمات کشوری
| GB | ISO 3166-2:CN | استان     | نام چینی                                                                        | مرکز    | جمعیت       | تراکم     | مساحت   | مخفف/نماد |
| -- | ------------- | --------- | ------------------------------------------------------------------------------- | ------- | ----------- | --------- | ------- | --------- |
| GD | ۴۴            | گوانگ‌دونگ | 广东省 Guǎngdōng Shěng Gwong2dung1 Saang2                                       | گوانگ‌ژو | ۱۰۴٬۳۰۳٬۱۳۲ | ۵۷۹٫۴۶    | ۱۸۰٬۰۰۰ | 粤 Yuè    |
| GX | ۴۵            | گوانگشی   | 广西壮族自治区 Guǎngxī Zhuàngzú Zìzhìqū Gwong2sai1 Zong3zuk6 Zi6zi6keoi1        | ناننینگ | ۴۶٬۰۲۶٬۶۲۹  | ۱۹۵٫۰۲    | ۲۳۶٬۰۰۰ | 桂 Guì    |
| HI | ۴۶            | هاینان    | 海南省 Hǎinán Shěng Háinâm Téng                                                 | هایکو   | ۸٬۶۷۱٬۵۱۸   | ۲۵۵٫۰۴    | ۳۴٬۰۰۰  | 琼 Qióng  |
| HK | ۹۱            | هنگ کنگ   | 香港特别行政区 Xiānggǎng Tèbié Xíngzhèngqū Hoeng2gong1 Dak6bit6 Hang4zing3keoi1 | Tamar   | 7,061,200   | 6,396.01  | 1,104   | 港 Gǎng   |
| MC | ۹۲            | ماکائو    | 澳门特别行政区 Àomén Tèbié Xíngzhèngqū Ou3mun2 Dak6bit6 Han4zing3keoi1          | ماکائو  | ۵۵۲٬۳۰۰     | ۱۹٬۰۴۴٫۸۲ | ۲۹      | 澳 Ào     |

## شهرهای با مساحت شهری بیش از یک میلیون نفر
مراکز استان‌ها به صورت پررنگ نوشته شده‌اند.
| #  | شهر      | مساحت شهری | مساحت بخش  | املاک شهری | استان | تاریخ سرشماری |
| -- | -------- | ---------- | ---------- | ---------- | ----- | ------------- |
| ۱  | شنژن     | ۱۰٬۳۵۸٬۳۸۱ | ۱۰٬۳۵۸٬۳۸۱ | ۱۰٬۳۵۸٬۳۸۱ | GD    | ۲۰۱۰-۱۱-۰۱    |
| ۲  | گوانگ‌ژو  | ۹٬۷۰۲٬۱۴۴  | ۱۱٬۰۷۱٬۴۲۴ | ۱۲٬۷۰۱٬۹۴۸ | GD    | ۲۰۱۰-۱۱-۰۱    |
| ۳  | دونگوان  | ۷٬۲۷۱٬۳۲۲  | ۸٬۲۲۰٬۲۰۷  | ۸٬۲۲۰٬۲۰۷  | GD    | ۲۰۱۰-۱۱-۰۱    |
| ۴  | هنگ کنگ  | ۷٬۰۷۱٬۵۷۶  | ۷٬۰۷۱٬۵۷۶  | ۷٬۰۷۱٬۵۷۶  | HK    | ۲۰۱۱-۰۶-۳۰    |
| ۵  | فوشان    | ۶٬۷۷۱٬۸۹۵  | ۷٬۱۹۷٬۳۹۴  | ۷٬۱۹۷٬۳۹۴  | GD    | ۲۰۱۰-۱۱-۰۱    |
| ۶  | شانتو    | ۳٬۶۴۴٬۰۱۷  | ۵٬۳۲۹٬۰۲۴  | ۵٬۳۸۹٬۳۲۸  | GD    | ۲۰۱۰-۱۱-۰۱    |
| ۷  | ژونگشان  | ۲٬۷۴۰٬۹۹۴  | ۳٬۱۲۱٬۲۷۵  | ۳٬۱۲۱٬۲۷۵  | GD    | ۲۰۱۰-۱۱-۰۱    |
| ۸  | ناننینگ  | ۲٬۶۶۰٬۸۳۳  | ۳٬۴۳۴٬۳۰۳  | ۶٬۶۵۸٬۷۴۲  | GX    | ۲۰۱۰-۱۱-۰۱    |
| ۹  | هویژو    | ۱٬۸۰۷٬۸۵۸  | ۲٬۳۴۴٬۶۳۴  | ۴٬۵۹۸٬۴۰۲  | GD    | ۲۰۱۰-۱۱-۰۱    |
| ۱۰ | هایکو    | ۱٬۵۱۷٬۴۱۰  | ۲٬۰۴۶٬۱۷۰  | ۲٬۰۴۶٬۱۷۰  | HI    | ۲۰۱۰-۱۱-۰۱    |
| ۱۱ | ژیانگمن  | ۱٬۴۸۰٬۰۲۳  | ۱٬۸۲۲٬۶۱۴  | ۴٬۴۵۰٬۷۰۳  | GD    | ۲۰۱۰-۱۱-۰۱    |
| ۱۲ | لیوژوو   | ۱٬۴۱۰٬۷۱۲  | ۱٬۴۳۶٬۵۹۹  | ۳٬۷۵۸٬۷۰۴  | GX    | ۲۰۱۰-۱۱-۰۱    |
| ۱۳ | جوهای    | ۱٬۳۶۹٬۵۳۸  | ۱٬۵۶۲٬۵۳۰  | ۱٬۵۶۲٬۵۳۰  | GD    | ۲۰۱۰-۱۱-۰۱    |
| ۱۴ | ژانژیانگ | ۱٬۰۳۸٬۷۶۲  | ۱٬۶۱۱٬۸۶۸  | ۶٬۹۹۴٬۸۳۲  | GD    | ۲۰۱۰-۱۱-۰۱    |
| ۱۵ | ماکائو   | ۵۵۲٬۵۰۳    | ۵۵۲٬۵۰۳    | ۵۵۲٬۵۰۳    | MO    | ۲۰۱۱-۰۸-۱۲    |